# Tatankacephalus
Tatankacephalus („bizoní hlava“, z lakotského tatanka = bizon) byl rod obrněného ptakopánvého dinosaura z čeledi Nodosauridae, který zahrnuje jediný dosud popsaný druh (T. cooneyorum). Jednalo se o vývojově primitivního (bazálního) zástupce této skupiny.

## Objev a popis
Fosilie tohoto čtvernohého býložravce jsou známé z období spodní křídy (geologický stupeň alb, stáří kolem 108 milionů let). Fosilní pozůstatky tohoto dinosaura byly objeveny roku 1997 na území Montany (USA) v sedimentech souvrství Cloverly. Dochovaly se části kostry včetně žeber, nekompletní lebky, jednoho zubu a například i dvou osteodermů (zkostnatělých kožních destiček, tvořících hřbetní pancíř dinosaura). Jsou duté a mají kuželovitý tvar, lépe zachovaný exemplář měří 13,7 krát 11,5 cm. Holotyp nese označení MOR 1073 a jedná se o lebku o celkové délce 32 cm. Typový druh T. cooneyorum byl formálně popsán manželským párem Williamem a Kirsten Parsonsovými v roce 2009.
Jednalo se o poměrně velkého nodosaurida, dosahujícího délky až kolem 7 metrů. odle jiných odhadů dosahovala délka tohoto nodosaurida spíše 6 metrů a hmotnost činila asi 2 tuny.

## Systematika
Původně byl druh T. cooneyorum považován za ankylosaurida, blízce příbuzného rodu Gastonia. Novější výzkum a v jeho rámci vypracovaná kladistická analýza však ukázaly, že se jednalo spíše o bazálního nodosaurida (tedy vývojově primitivního zástupce čeledi Nodosauridae). Díky kvalitnímu dochování fosilie bylo možné odlišit tento druh od druhu Sauropelta edwardsorum, známého ze stejného souvrství.